# ورزشگاه پتالینگ جایا
ورزشگاه پتالینگ جایا که با نام ورزشگاه ام‌بی‌پی‌جی (MBPJ) نیز شناخته می‌شود یک ورزشگاه چندمنظوره در شهرک حومه‌ای کلانا جایا در شهر پتالینگ جایا، ایالت سلانگور، مالزی است. این ورزشگاه در سال ۱۹۹۶ افتتاح شد و ۲۵٬۰۰۰ نفر گنجایش دارد. این ورزشگاه در آن دوران برای برگزاری بازی‌های کشورهای مشترک‌المنافع در سال ۱۹۹۸ ساخته شد و میزبان مسابقات راگبی ۱۵ نفره در این بازی‌ها بود.
ورزشگاه بیشتر برای برگزاری مسابقات فوتبال محلی مورد بهره‌برداری قرار می‌گیرد. در حال حاضر، باشگاه فوتبال سلانگور به عنوان مستأجر از ورزشگاه استفاده می‌کند.

## تاریخچه
ورزشگاه پتالینگ جایا در سال ۱۹۹۶ با ظرفیت ۲۵٬۰۰۰ نفر افتتاح شد. این ورزشگاه در آن زمان برای برگزاری بازی‌های کشورهای مشترک‌المنافع ۱۹۹۸ ساخته شد و میزبان مسابقات راگبی ۱۵ نفره این بازی‌ها بود. این ورزشگاه قبلاً به عنوان ورزشگاه خانگی باشگاه ام‌پی‌پی‌جی اف‌سی (MPPJ FC)، اولین باشگاه فوتبال در مسابقات فوتبال مالزی در نظر گرفته شده بود که جام مالزی را به دست آورد و در ماه اوت ۲۰۰۶ این باشگاه تعطیل شد. پس از آن، استادیوم بیشتر برای رویدادهای مختلف محلی از جمله رویدادهای مدارس محلی، مانند روز ورزش، رویداد خصوصی، کنسرت و غیره استفاده گردید. این ورزشگاه همچنین برای مسابقات محلی راگبی ۱۵ نفره محلی مالزی مورد استفاده قرار می‌گرفت.
این ورزشگاه به نام ورزشگاه ام‌پی‌پی‌جی (MPPJ) و سپس به نام ورزشگاه ام‌بی‌پی‌جی (MBPJ) شناخته می‌شد و بعد از اینکه پتالینگ جایا به وضعیت شهر تبدیل شد، مدتی بعد به استادیوم پتالینگ جایا معروف شد.این استادیوم به عنوان خط شروع و خط پایان دو نیمه ماراتن پتالینگ جایا در سال ۲۰۱۱ مورد استفاده قرار گرفت. در سال ۲۰۱۳، برنامه واقعیت‌نمای محبوب مدل برتر بعدی آسیا، فصل ۴ دوره ۲ خود را در استادیوم ام‌بی‌پی‌جی (MBPJ) فیلم‌برداری کرد.
در ماه فوریه ۲۰۱۴، این ورزشگاه همچنین برای برگزاری مسابقات جام اوپن ساسوکه آسه‌آن ۲۰۱۴ مورد استفاده قرار گرفت. تیم آمریکا قهرمان شد، تیم‌های ژاپن در جایگاه دوم و مالزی در جایگاه سوم قرار گرفتند. در سه‌ماهه اول سال ۲۰۱۴، این ورزشگاه همچنین به عنوان محل میزبانی باشگاه فوتبال سلانگور مورد استفاده قرار گرفت، در حالی که ورزشگاه شاه عالم برای تعویض زمین تحت تعمیر و نگهداری قرار گرفت. در ماه ژوئن ۲۰۱۴، بعد از اینکه ورزشگاه مدت‌ها مورد غفلت قرار گرفته بود، برای بهبود امکانات خود تحت بازسازی قرار گرفت.
در ماه دسامبر ۲۰۱۶، باشگاه پی‌جی رنجرز اعلام کرد که این ورزشگاه را به عنوان زمین خانگی خود برای فصل ۲۰۱۷ به بعد انتخاب می‌کند. شورای شهر، اجاره ورزشگاه را به باشگاه پی‌جی رنجرز و MISC-MIFA برای فصل ۲۰۱۷ تأیید کرد. این ورزشگاه برای مسابقات فوتبال زیر ۱۶ سال آسیا ۲۰۱۸ مورد استفاده قرار گرفت.
در اوایل سال ۲۰۲۰، با توجه به تعطیلی موقت ورزشگاه شاه علم به دلیل بازسازی و تعمیرات اساسی، زمین خانگی باشگاه سلانگور اف‌سی در مسابقات سوپر لیگ مالزی شد. باشگاه سلانگور اف‌سی از فصل ۲۰۲۱ مسابقات سوپر لیگ مالزی تا کنون از این ورزشگاه به عنوان زمین خانگی موقت استفاده کرده است.
پس از هزینه کرد ۸ میلیون رینگیت جهت تعمیرات اساسی و بازسازی، در آغاز سال ۲۰۲۴ جهت رعایت مقررات ورزشگاه مورد نظر کنفدراسیون فوتبال آسیا، برای حضور آتی باشگاه سلانگور اف‌سی در لیگ قهرمانان آسیا ۲۰۲۴–۲۵، استادیوم کاملاً به صورت تمام صندلی درآمد و ظرفیت ورزشگاه به‌طور قابل توجهی به ۱۰٬۶۶۱ نفر کاهش یافت.

## رویداد قابل توجه فوتبال
- مسابقات مرحله گروهی لیگ ۲ قهرمانان آسیا ۲۰۲۵-۲۰۲۴